# FC Lustenau 07
Az FC Lustenau 07 egy labdarúgóklub Lustenauból, Ausztriából. Jelenleg a Red Zac Erste Liga-ban játszanak.

## Jelenlegi keret
| #  |          | Poszt | Név                |
| -- | -------- | ----- | ------------------ |
| 1  | horvát   | K     | Pavao Pervan       |
| 3  | ausztria | V     | Manuel Rödl        |
| 4  | ausztria | V     | Jürgen Csandl      |
| 5  | ausztria | KP    | Helmut König       |
| 6  | ausztria | V     | Akif Cengiz        |
| 7  | ausztria | KP    | Martin Dollinger   |
| 9  | brazília | CS    | Sabiá              |
| 10 | brazília | KP    | Marquinhos         |
| 12 | ausztria | K     | Marko Jovanovic    |
| 13 | ausztria | CS    | Harald Unverdorben |
| 14 | ausztria | V     | Ervin Bevab        |
| 15 | ausztria | KP    | Ibrahim Erbek      |
| 16 | török    | CS    | Hüseyin Zengin     |
| 17 | ausztria | KP    | Metin Batir        |

| #  |           | Poszt | Név                |
| -- | --------- | ----- | ------------------ |
| 18 | ausztria  | V     | Dario Baldauf      |
| 19 | ausztria  | KP    | Kevin Dold         |
| 20 | ausztria  | KP    | Philipp Hagspiel   |
| 21 | ausztria  | KP    | Lukas Katnik       |
| 22 | ausztria  | V     | Philipp Eisele     |
| 25 | ausztria  | K     | Christian Dobnik   |
| 28 | ausztria  | KP    | Mustafa Kazar      |
| 39 | ausztria  | CS    | Jacky Alge         |
| 98 | ausztria  | KP    | Marcel Maderthaner |
| –– | ausztria  | KP    | Manuel Hartl       |
| –– | brazília  | KP    | Maicon Dos Santos  |
| –– | brazília  | CS    | Tiago Tonini       |
| –– | Új-Zéland | CS    | Daniel Ellensohn   |
| –– | ausztria  | CS    | Michael Kulnik     |

## Külső hivatkozások
- Hivatalos honlap